# Ferdinand Conrad (Jockey)
Ferdinand Conrad (* 19. November 1898; † 7. Dezember 1956) war von 1919 bis 1933 ein Jockey im Galopprennsport in Deutschland.
Ferdinand Conrad lernte bei Richard Alexander Waugh in Hoppegarten, er war Spezialist für Ausgleichrennen und ritt oft als Leichtgewichtsjockey. Seine höchste Quote war 418:10 im Bajazzo-Rennen 1921 auf der Rennbahn Grunewald. Im selben Jahr gewann er auf Abschied das Ratibor-Rennen für zweijährige Pferde und legte dabei 1400 m in 1:33,8 Minuten zurück. 1925 ging die erste Übertragung eines Pferderennens über den Äther, und der Rundfunk führte mit Sieger Conrad das erste Interview auf der Wambeler Rennbahn. Als 1933 die SA-Rennen begannen, gab er den Galopprennsport auf und begann eine neue berufliche Karriere bei Siemens.

## Weitere Siege
- Ratibor-Rennen, Berlin-Grunewald Oktober 1921, Sieger "Abschied" v. Biniou-Abwechslung, Herrn K. v. Gossow-Schönborn 3.j.H. – Jockey: F. Conrad
- Espoir-Ausgleich, Hamburg-Horn 24. Juni 1921, Siegerin "Humboldt" v. Talion-Hofluft, Gestüt Starpel’s 3.j.br.H. – Jockey: F. Conrad, Trainer: Max Streit
- Verkaufsrennen, Dresden 7. September 1919, Siegerin "Malta II" v. Saltee More a. d. Mausefalle, Herrn J. Neumann’s br.St. – Jockey: F. Conrad, Trainer: Josef Blania
- Großer Preis von Westfalen, Dortmund 1927, Sieger "Linz" v. Bachelor’s Knight-Luftfahrt, Stall Weismann – Jockey: F. Conrad

| Personendaten    | Personendaten     |
| ---------------- | ----------------- |
| NAME             | Conrad, Ferdinand |
| KURZBESCHREIBUNG | deutscher Jockey  |
| GEBURTSDATUM     | 19. November 1898 |
| STERBEDATUM      | 7. Dezember 1956  |